# 雪滴花
雪滴花（學名：Galanthus nivalis），是雪花蓮屬是二十個物種中最著名且分布最廣的。雪滴花是春季最早開花的鱗莖，可以在自然的區域形成美麗的白色地毯。較容易與雪片莲属和秋雪片蓮屬混淆。

## 命名
雪滴花的屬名「Galanthus」源自希臘語「gala」（牛奶）和「anthos」（花），是由卡爾·林奈在1735年創建。種名「nivalis」為雪中的意思。
它的俗名「snowdrop」（直譯：雪滴）首次出現在1633年的约翰·杰勒德的《大草藥》（在第一版（1597年）中，它將其描述為“曇花一現的球莖紫羅蘭”）中。該名字的由來不確定，但可能來自德語「Schneetropfen」，是一種在那時候流行的耳環。

## 分布與棲息地

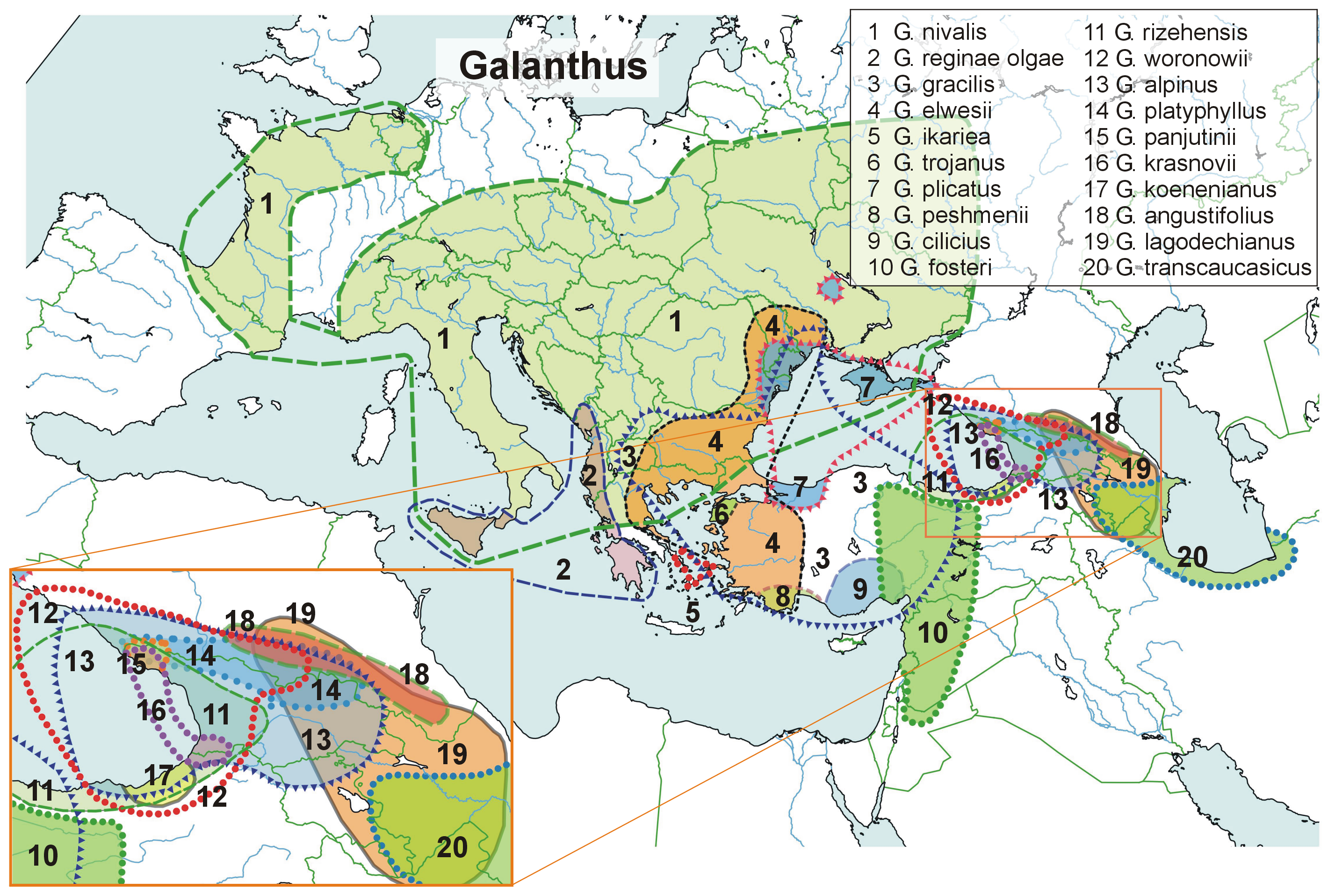
雪花蓮屬在歐洲和西亞的分布圖。

雪滴花被廣泛種植在花園中，特别是在北歐，並且域被廣泛引進到它所生長的各個森林地帶區。它起源於歐洲的大部分地區，西起西班牙，東到烏克蘭。它原產于阿爾巴尼亞、亞美尼亞、奥地利、波斯尼亞和黑塞哥维那、保加利亞、克羅地亞、捷克共和國、法國、格鲁吉亚、德國、希臘、匈牙利、意大利、波蘭、北馬其頓、摩爾多瓦、黑山、羅馬尼亞、塞爾维亞、斯洛伐克、斯洛文尼亞、西班牙、瑞士、土耳其和烏克蘭。它也被認為原產於英國、比利時、荷蘭、挪威、瑞典和北美部分地區（纽芬蘭、新不倫瑞克、安大略省、馬薩諸塞州、阿拉巴馬州、羅德島州、康涅狄格州、特拉華州、印第安纳州、華盛頓州、纽约州、密歇根州、猶他州、新澤西州、俄亥俄州、賓夕法尼亞州、馬里蘭州、弗吉尼亞州和北卡羅萊納州）。
僅管雪滴花過去被認為是英國本土的野花，又或者是被羅馬人帶到不列顛群島，但現在人們認為雪滴蓮也許是在十六世纪初期才被引入的。 

## 描述

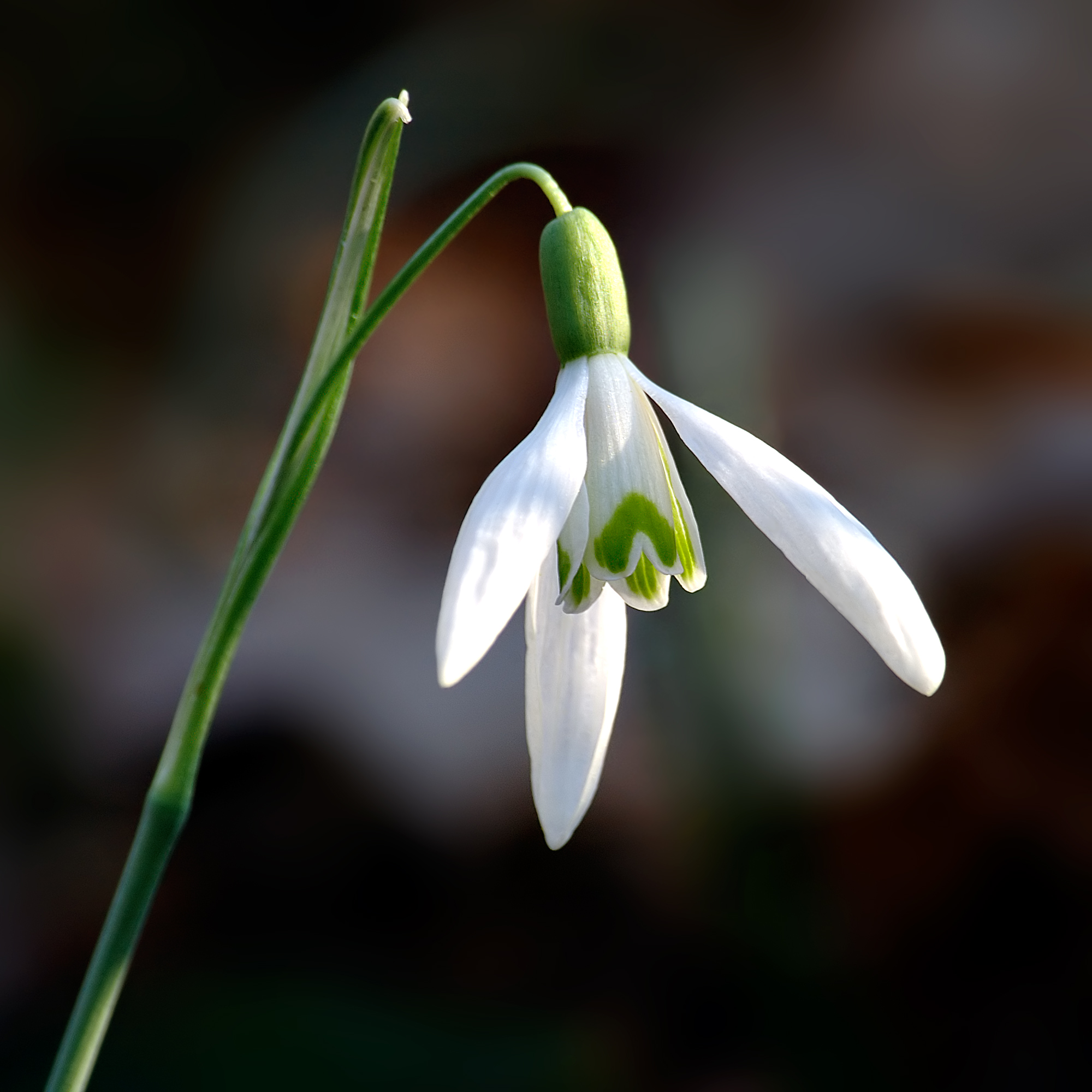
雪滴花

雪滴花長約7-15公分高，在北部溫帶的開花季為1月至4月（其他地區約為1月至5月）。它是一種鱗莖生長的多年生草本植物。每個鱗莖通常會有兩片線形、細長的灰綠色披針形葉，以及直立、無葉片的花莖（花梗），花的頂端帶有一對片狀的佛焰苞，花梗上長有鐘形的白花。
花由六個花被片組成，外部的三個花被片比起內部的較為來的大而鼓些。
內部花節通常在其花被頂端的外表面上有綠色或淡黃色的V、U形標記，而內表面大多都覆蓋著淡綠色的標記，但有時也能發現在外部花被帶有淡綠色標記的品種。
六個長而尖的花藥通過氣孔或短縫開啟。子房是三细胞(3n)的，成熟時為三個被膜細胞。每個發白的種子都有一個小的肉質性尾巴（油質體），其中含有吸引螞蟻的物質用於散佈種子。花朵褪色(凋零)後幾週，葉子就枯萎了。
雪滴花是一種異花授粉植物，但有時也會發生自花授粉。它由蜜蜂授粉。

## 栽培與繁殖
参見雪花蓮屬#繁殖 。

## 活性物質
雪滴花含有一種稱為加蘭他敏的活性物質可以幫助治療阿滋海默氏症。
雪滴花還包含一種凝集素，稱為雪滴花凝集素（Galanthus nivalis agglutinin，縮寫GNA）。1998年，艾帕德·普司泰依說道，他的實驗小組觀察到若將使用GNA基因進行過基因修飾的馬鈴薯拿去餵養老鼠後，發現老鼠的腸道和免疫系統接受到損害。

## 品种
雪滴花曾獲得皇家園藝學會的花園功績獎。
常見的多重雪滴花 Garanthus nivalis f. pleniflorus（Flore Pleno）於1703年被發現。它在北歐迅速傳播，花瓣通常具有3–5個外部花瓣和12–21個內部花瓣，而這些部分经常是畸形的。多重雪滴花與單花品種相比可能較為遜色，但由於多重雪滴花能夠迅速的成長、開花以及散播後代，以至於他們的在經濟上的價值毫不遜於單花雪滴花。
雪滴花的品種有很多，有分單花、半個雙花、雙重花和多重花。除了這些特徵外，在花的大小和標記以及開花期方面也特别不同。

### 單花品種[3]
- Galanthus nivalis 'Anglesey Abbey'

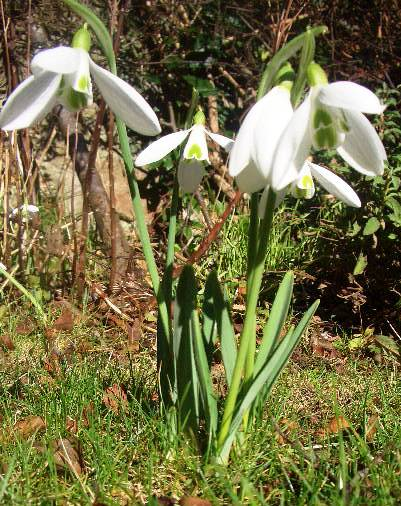
Galanthus nivalis'Atkinsii'，18公分高

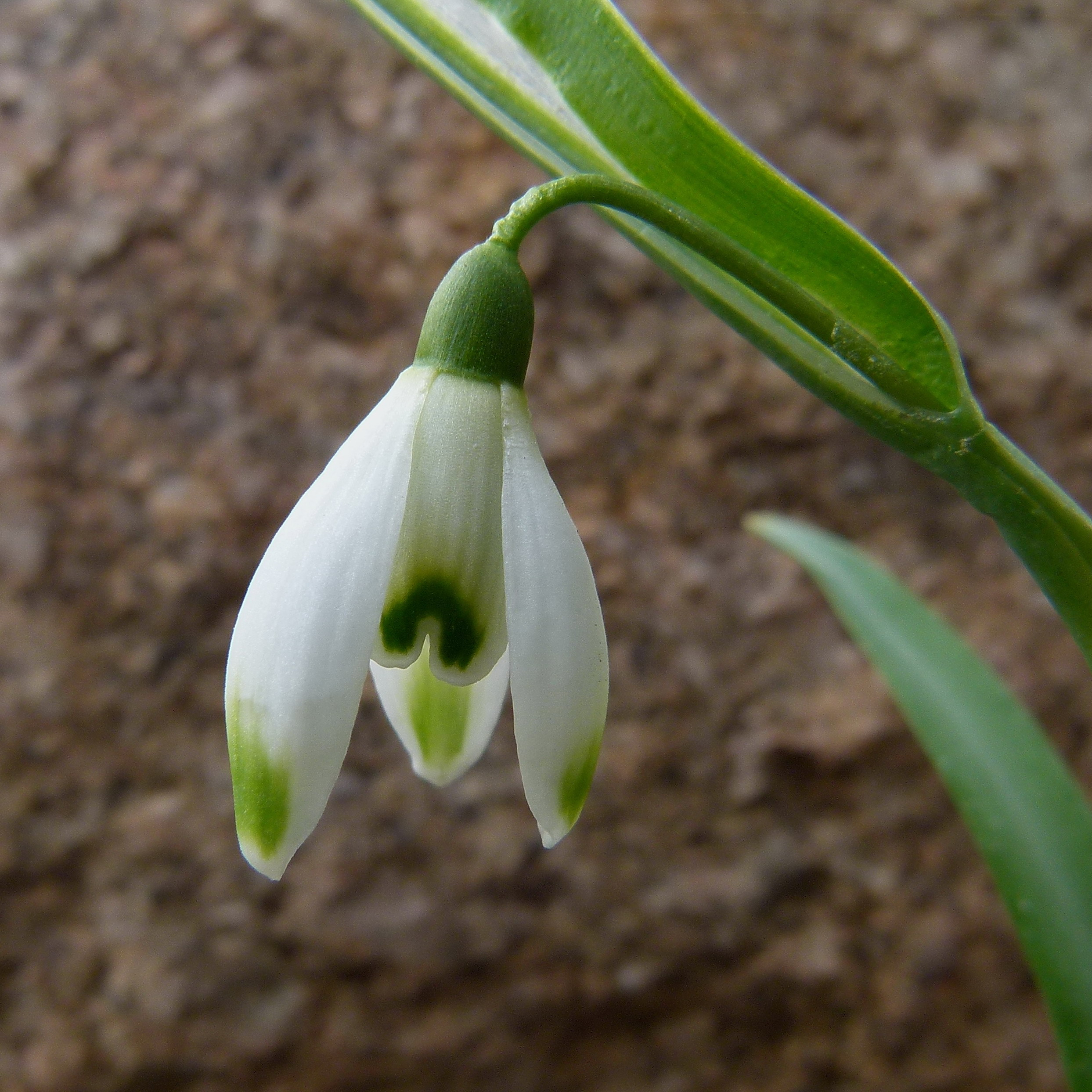
Galanthus nivalis'Viridapice'

- G. nivalis 'Atkinsii'

- G. nivalis 'Blonde Inge'
- G. nivalis Poculiformis Group
- G. nivalis Scharlockii Group
- G. nivalis 'Snow White's Gnome'
- G. nivalis 'Viridapice'
- G. nivalis 'Virescens'
- G. nivalis 'Warei'

### 重花品种[3]

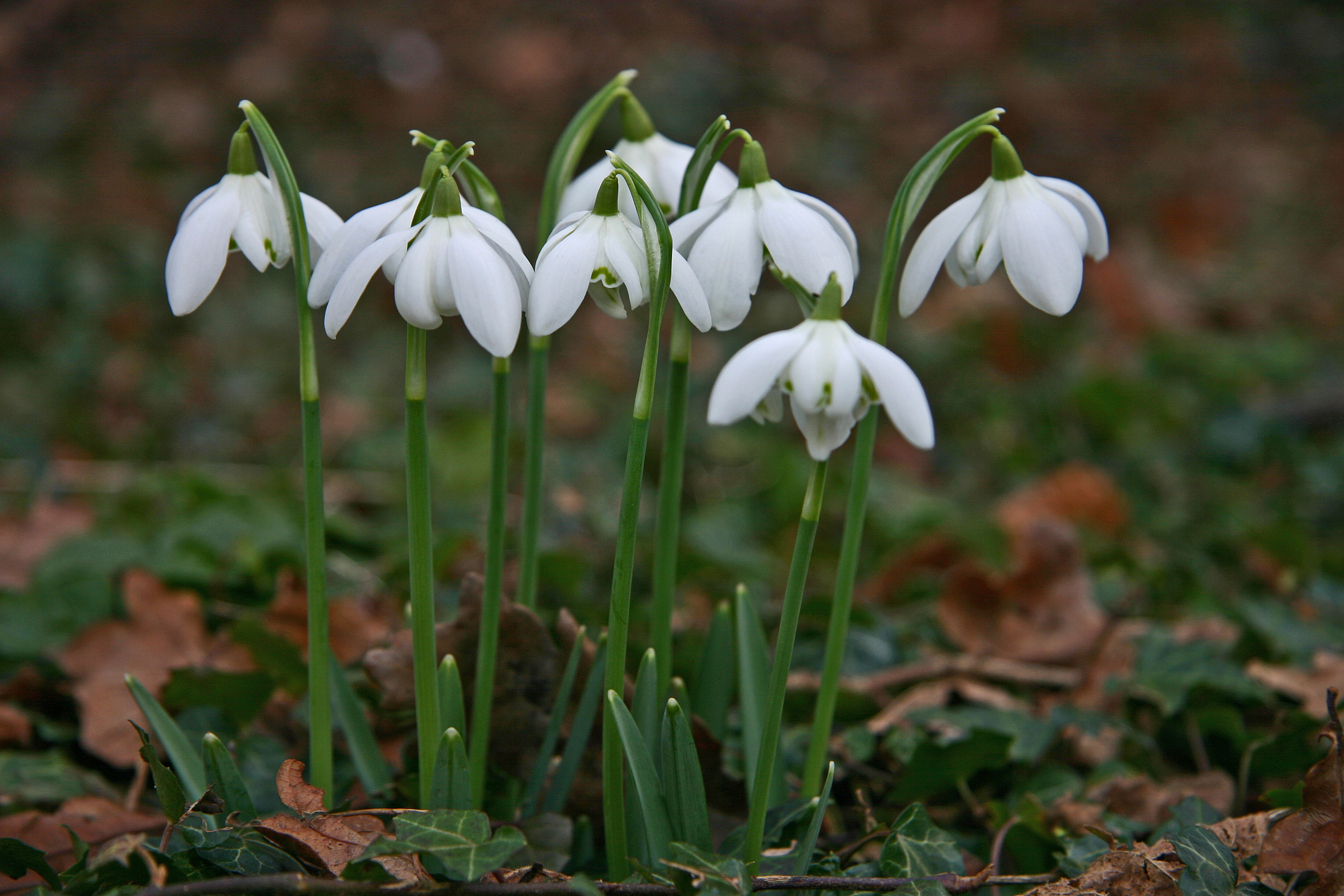
雙重雪花莲

- G. nivalis f. pleniflorus 'Blewbury Tart'
- G. nivalis f. pleniflorus
- G. nivalis f. pleniflorus 'Flore Pleno'
- G. nivalis f. pleniflorus 'Elphinstone
- G. nivalis f. pleniflorus 'Walrus'

## 雪滴花花園
在英國和爱爾蘭，許多花園于2月特別開放，供遊客欣賞花朵。